# Óta Júki
Óta Júki (太田 雄貴; Hepburn: Yūki Ōta) (Ócu, 1985. november 25. –) világbajnok, olimpiai ezüstérmes japán tőrvívó.